# 门夫里韦德拉谢拉
门夫里韦德拉谢拉，是西班牙卡斯蒂利亚-莱昂萨拉曼卡省的一个市镇。 总面积47平方公里，总人口91人（2001年），人口密度2人/平方公里。